# Meteora di Čeljabinsk
La meteora di Čeljabinsk è un evento che si verificò nella mattina del 15 febbraio 2013, nella regione a sud degli Urali, in Russia, alle ore 9:13 locali, UTC+6 (3:13 UTC), quando un meteoroide di circa 15 metri di diametro e una massa di 10 000 tonnellate, colpì l'atmosfera alla velocità di 54 000 km/h, (circa 44 volte la velocità del suono) e si frantumò sopra la città di Čeljabinsk.
Una parte dei frammenti colpì il lago Čebarkul', dal quale, il 16 ottobre del 2013, fu ripescata una grossa roccia di circa 570 kg di peso.
Anche se le prime notizie circolate su Internet e riprese dai mezzi d'informazione di tutto il mondo riportavano di una "pioggia di meteoriti" e di "cristalli di meteorite" che avevano causato il ferimento di centinaia di persone, in realtà non caddero meteoriti sui centri abitati. Si trattò di un malinteso legato all'alto numero di feriti per le schegge delle finestre andate in frantumi con l'onda d'urto. L'esplosione, di energia pari a circa 500 chilotoni, produsse infatti un'onda d'urto che distrusse 200 000 m² di finestre.
Essendo il bolide esploso direttamente alcune decine di km sopra la città, si ritiene che nessun grosso frammento sia caduto sopra il centro urbano stesso, data l'enorme velocità orizzontale dell'oggetto al momento della frammentazione.
L'Accademia russa delle scienze stimò che il meteoroide, chiamato in seguito KEF-2013, avesse una massa di 10 000 tonnellate e che l'esplosione fosse avvenuta ad un'altitudine compresa tra i 30 e 50 km dal suolo. Secondo una prima stima dell'Agenzia Spaziale Russa, KEF-2013 stava viaggiando ad una velocità di 30 km/s. Il corpo celeste non era stato individuato dagli apparati radar.
Nonostante l'impatto fosse accaduto 15 ore prima dell'avvicinamento dell'asteroide 2012 DA14, gli astronomi conclusero che i due eventi non erano da considerarsi correlati. Diversamente, riguardo all'asteroide 1999 NC43 (con diametro di 2 km), scienziati cechi e canadesi, osservarono che l'orbita del meteoroide era talmente simile a quella dell'asteroide in questione che c’era solo una possibilità su 10 000 che il primo non fosse parte del secondo.
Nell'evento (secondo le prime stime dell'epoca), all'incirca 900-1000 persone rimasero ferite, di cui 2 gravi, principalmente a causa della rottura delle finestre. Costruzioni in sei città nella regione riportarono danni a causa dell'esplosione. La frantumazione del meteoroide lasciò una scia nel cielo, visibile dalle città di Čeljabinsk, Orenburg, Kurgan, Ekaterinburg, Tjumen' e nella parte settentrionale del Kazakistan. L'evento meteorico colpì il territorio delle oblast' russe di Čeljabinsk, Kurgan, Orenburg, Sverdlovsk e Tjumen' e le regioni kazake di Aqtöbe e di Qostanay.

## I primi avvisi
Alcuni residenti delle regioni colpite notarono scie luminose nel cielo poco prima dell'impatto. Video amatoriali mostrano una palla di fuoco percorrere il cielo, accompagnata, successivamente, dal boato di un'esplosione; in alcune zone l'oggetto era apparso così brillante da risultare più luminoso del Sole. Un buon numero di video amatoriali relativi alla caduta del corpo celeste fu girato da vetture in corsa: in Russia è infatti frequente avere una videocamera a bordo al fine di registrare eventuali aggressioni o incidenti stradali.
Un'immagine della scia di fumo causata dal bolide è stata catturata dal satellite Meteosat 10, subito dopo l'entrata in atmosfera del meteoroide stesso.

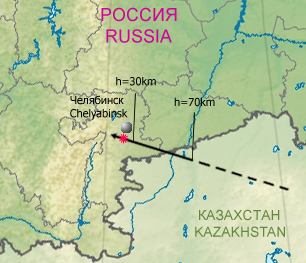
Traiettoria del meteoroide esploso sopra Čeljabinsk

 Numerosi altri satelliti registrarono l'evento, fra cui anche un "satellite meteorologico" della Difesa americana.

## L'oggetto e la sua entrata in atmosfera

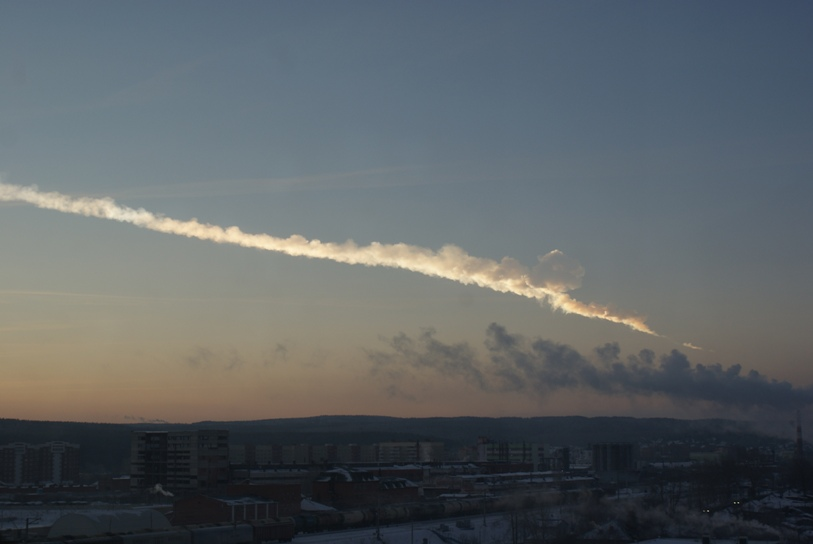
Vista da Ekaterinburg, a circa 200 km dall'ipocentro dell'esplosione

L'Agenzia Spaziale Russa, in un'analisi preliminare, classificò l'oggetto come un meteoroide viaggiante alla velocità di circa 30 km/s. Allo stesso tempo il servizio stampa dell'Accademia russa delle scienze, stimò che la massa del meteoroide fosse di circa 7 000-10 000 tonnellate e il suo diametro compreso tra i 15 e i 17 metri. Ancora secondo la RAS, il meteoroide entrò nell'atmosfera ad una velocità di 15–20 km/s, disintegrandosi ad un'altitudine di 30–50 km e rilasciando una energia di circa 500 chilotoni (per confronto, la bomba atomica di Nagasaki aveva una potenza compresa tra 10 e 30 kt). Molti frammenti si vaporizzarono subito per via dell'ablazione atmosferica, mentre una parte residua cadde al suolo in "volo invisibile" ("dark flight"), un fenomeno che si verifica quando la velocità dell'oggetto in rientro atmosferico scende sotto circa 7000-14 000 km/h: l'effetto di ionizzazione dell'aria dovuto al surriscaldamento da attrito cessa, la scia scompare, e l'oggetto arriva a terra senza nessuna coda al seguito, diventando virtualmente invisibile, in caso di piccole dimensioni, data la velocità ancora altissima. La quota a cui ha inizio il "volo invisibile" è tanto più bassa quanto maggiore è la massa e la velocità dell'oggetto prima dell'impatto con l'atmosfera, quindi, oggetti più piccoli entrano in volo invisibile più in alto; durante questo ultimo tratto di percorso, l'oggetto continua a rallentare e a raffreddarsi, raggiungendo infine una velocità terminale stimata in 300–700 km/h e una temperatura presumibilmente vicina alla temperatura ambiente. Il video di una telecamera di sorveglianza mostra l'"impatto invisibile" del meteorite con la superficie ghiacciata del lago Čebarkul'.

## L'impatto e i meteoriti

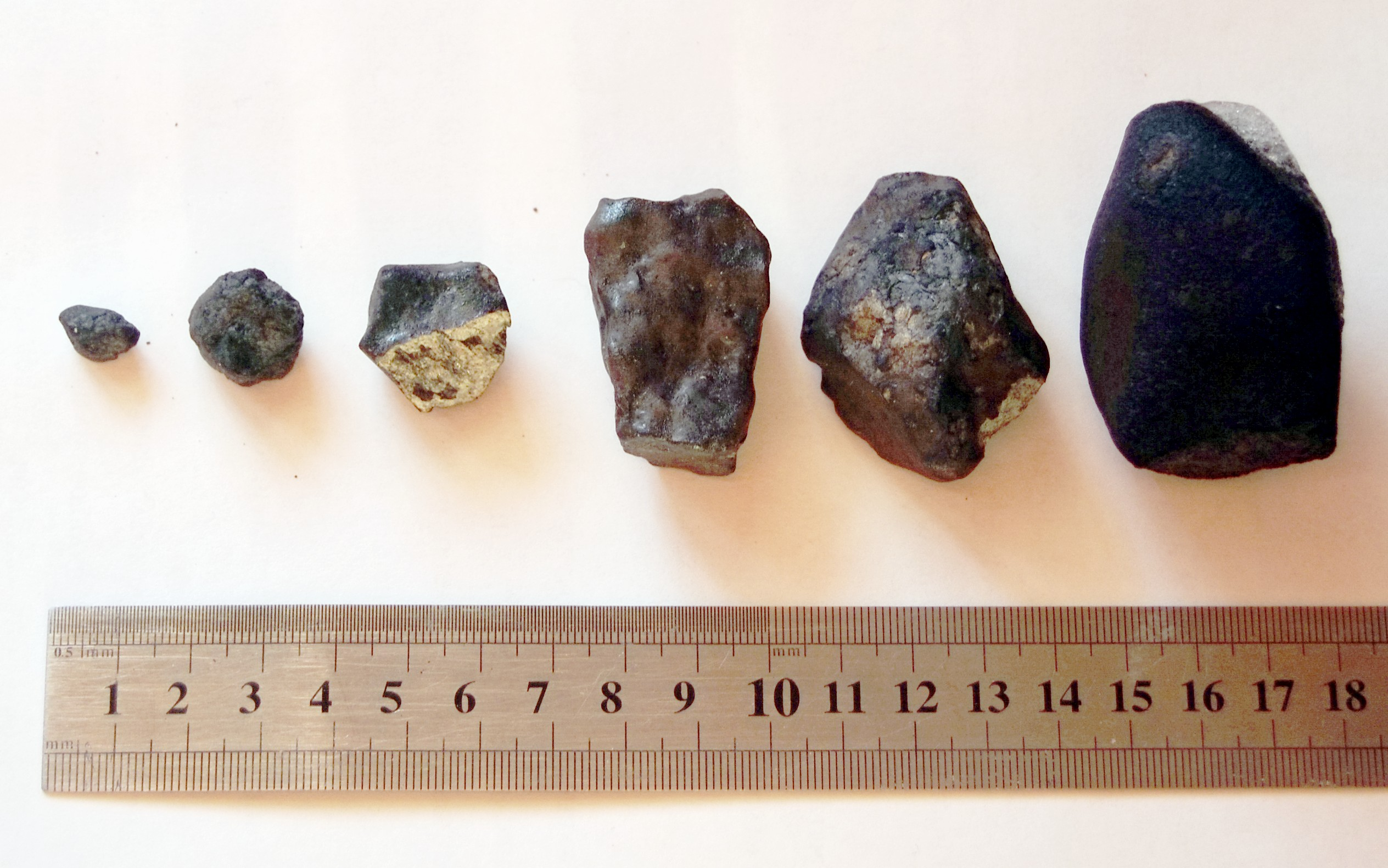
Frammenti ritrovati del meteorite

Tre siti d'impatto furono rinvenuti: due nell'area vicino al lago Čebarkul' e l'altro, a circa 80 km a nordest, presso la città di Zlatoust. Uno dei frammenti, che ha impattato vicino a Čebarkul', ha lasciato un cratere del diametro di sei metri. Un frammento del peso di oltre 570 kg è stato recuperato dal lago Čebarkul'.
In Kazakistan, gli ufficiali addetti alla sicurezza nazionale affermarono di essere alla ricerca di due possibili oggetti caduti nella provincia di Aqtöbe (situata al confine con le regioni russe colpite). L'energia rilasciata dallo schianto fu tale da esser classificata come sisma.
53 frammenti meteoritici, con una dimensione compresa tra i 5 mm e 1 cm, composti di zolfo, ossigeno e ferro, furono ritrovati a Čebarkul'e nella regione di Čeljabinsk.

## Danni e feriti

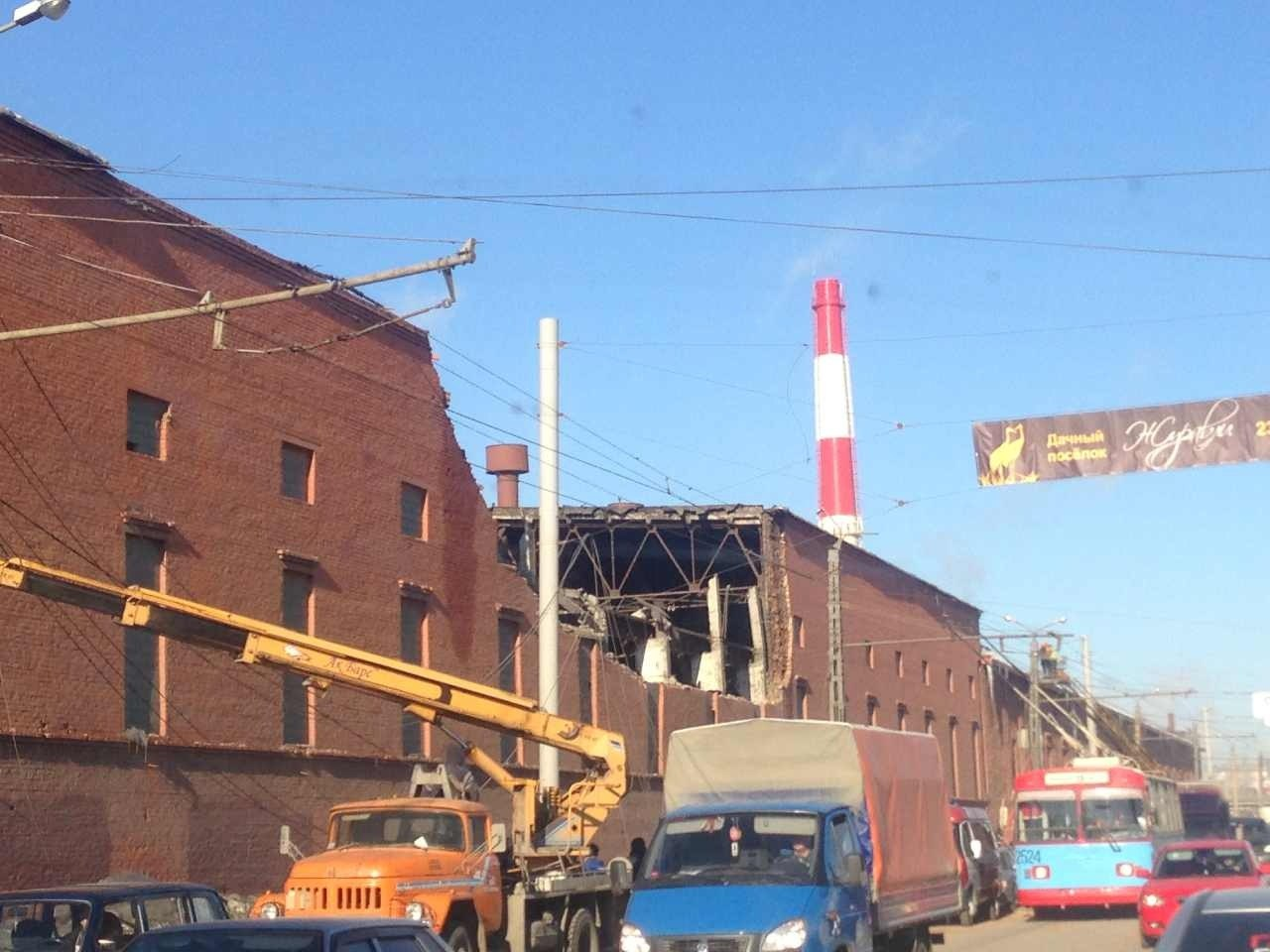
Tetto collassato in una fabbrica di zinco a Čeljabinsk

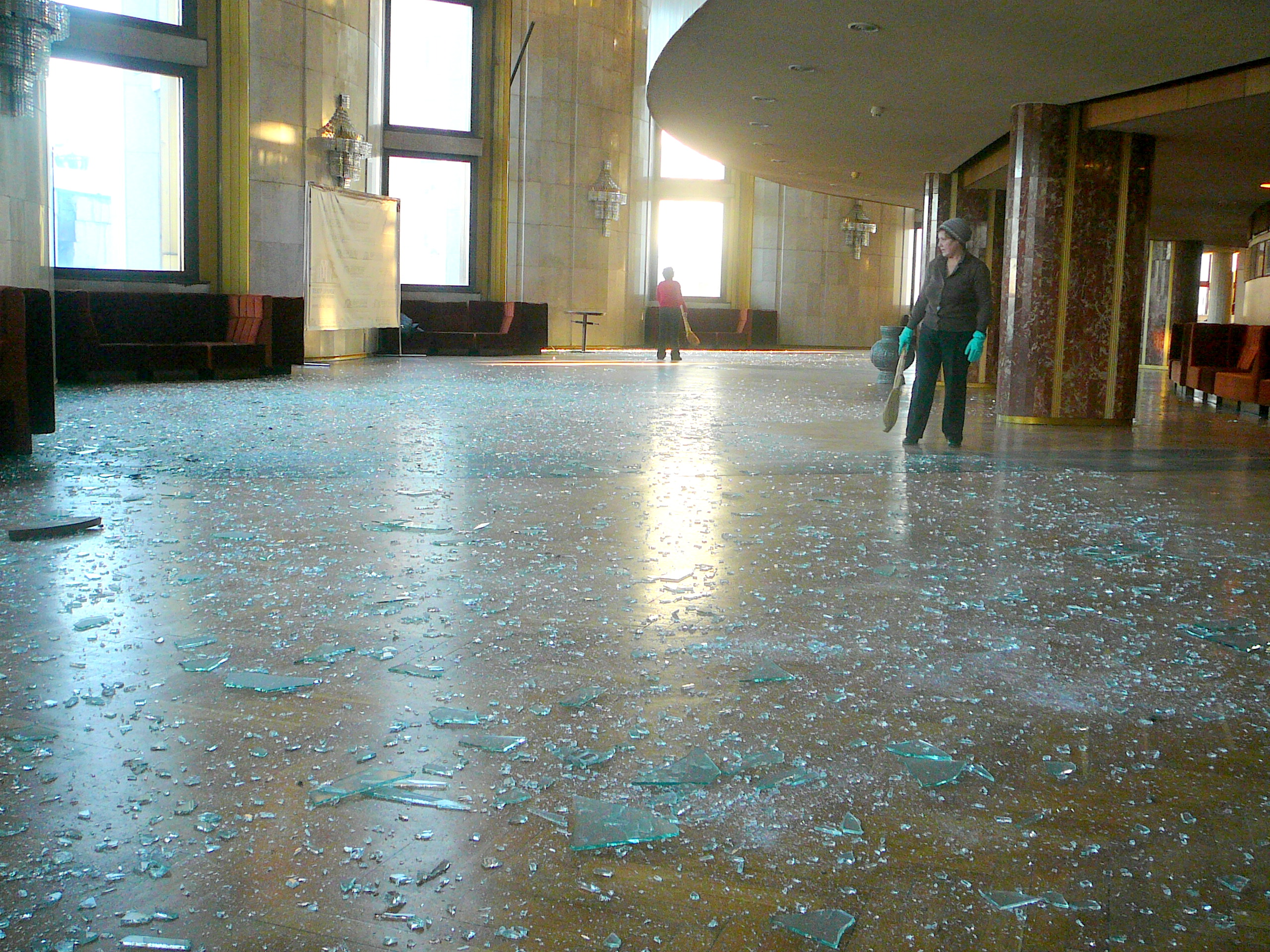
L'onda d'urto ha danneggiato anche il Teatro Drammatico di Čeljabinsk

Circa 1200 persone richiesero assistenza medica a Čeljabinsk (fra cui 159 bambini). Gli ufficiali della sanità riferirono che 112 persone furono ricoverate, di cui due in gravi condizioni. La maggior parte degli individui fu colpita da schegge di vetro delle finestre esplose per l'onda d'urto. Gli uffici della città di Čeljabinsk furono evacuati. Le lezioni nelle scuole della zona furono cancellate a causa del gran numero di finestre andate in frantumi e della bassa temperatura esterna. Michail Jur'evič, governatore della regione di Čeljabinsk, stimò i danni causati da questo evento, in un miliardo di rubli.
Secondo il presidente della Società geografica russa, Sergej Zacharov, il passaggio del bolide sopra Čeljabinsk fu seguito da tre esplosioni di diversa intensità. La prima esplosione fu la meno potente e durò all'incirca cinque secondi. L'altitudine in cui il meteoroide si sarebbe frantumato è tra i 30–50 km e l'esplosione avrebbe avuto una potenza di circa 500 chilotoni. L'epicentro dell'esplosione fu localizzato a sud di Čeljabinsk, a Emanželinsk e Južnouralsk.
La regione di Čeljabinsk comprende anche una centrale atomica e l'impianto per il trattamento e lo stoccaggio di materiale nucleare di Majak, i quali non sarebbero stati coinvolti dall'evento.

## Reazioni

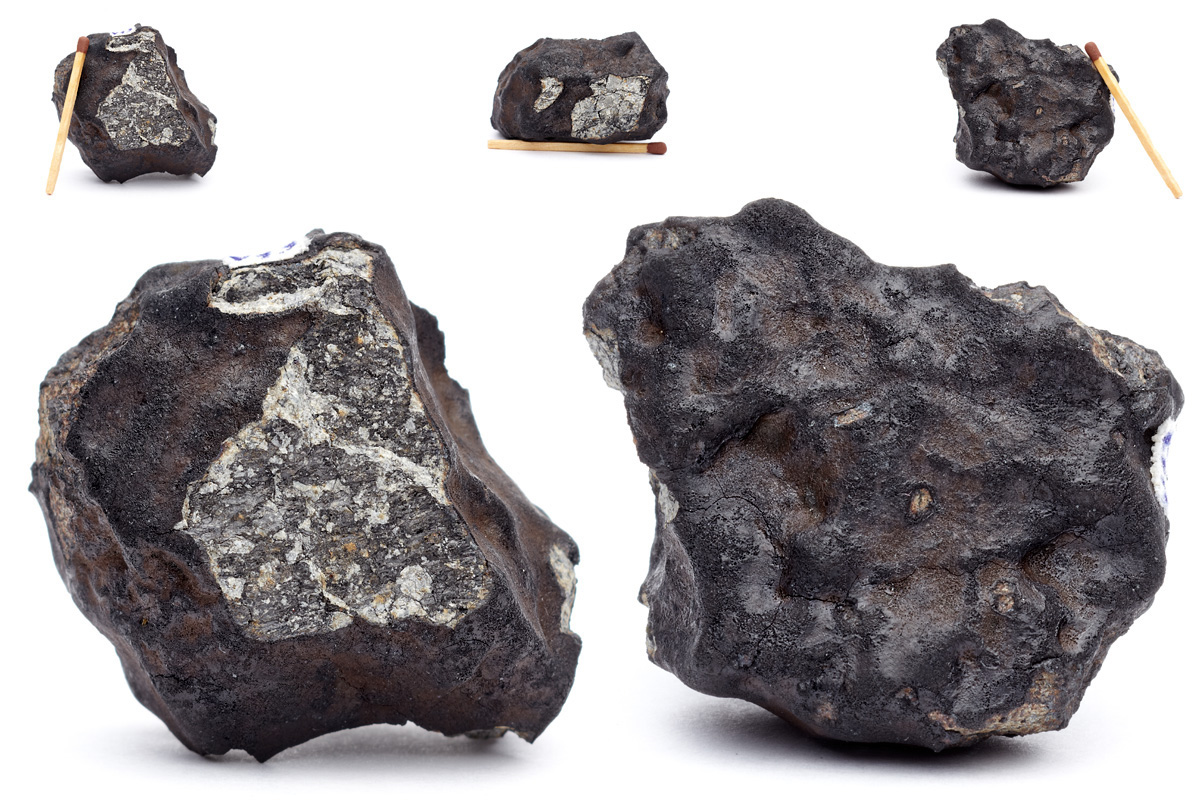
Frammento del meteorite

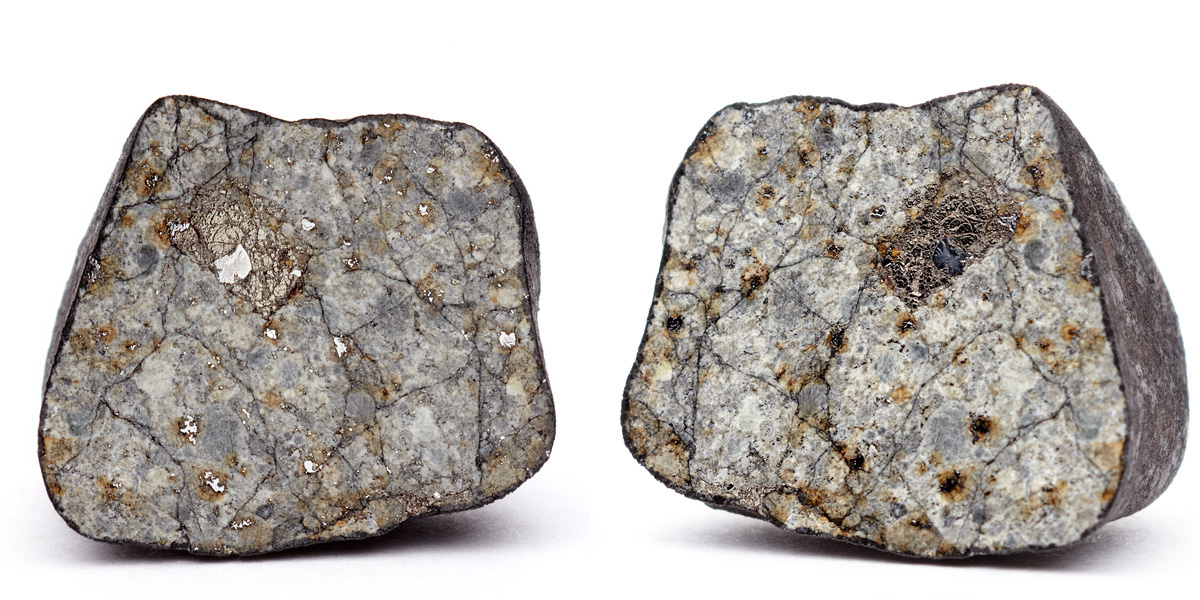
Frammento sezionato del meteorite, è ben visibile la crosta di fusione prodottasi a seguito dell'attrito con l'atmosfera

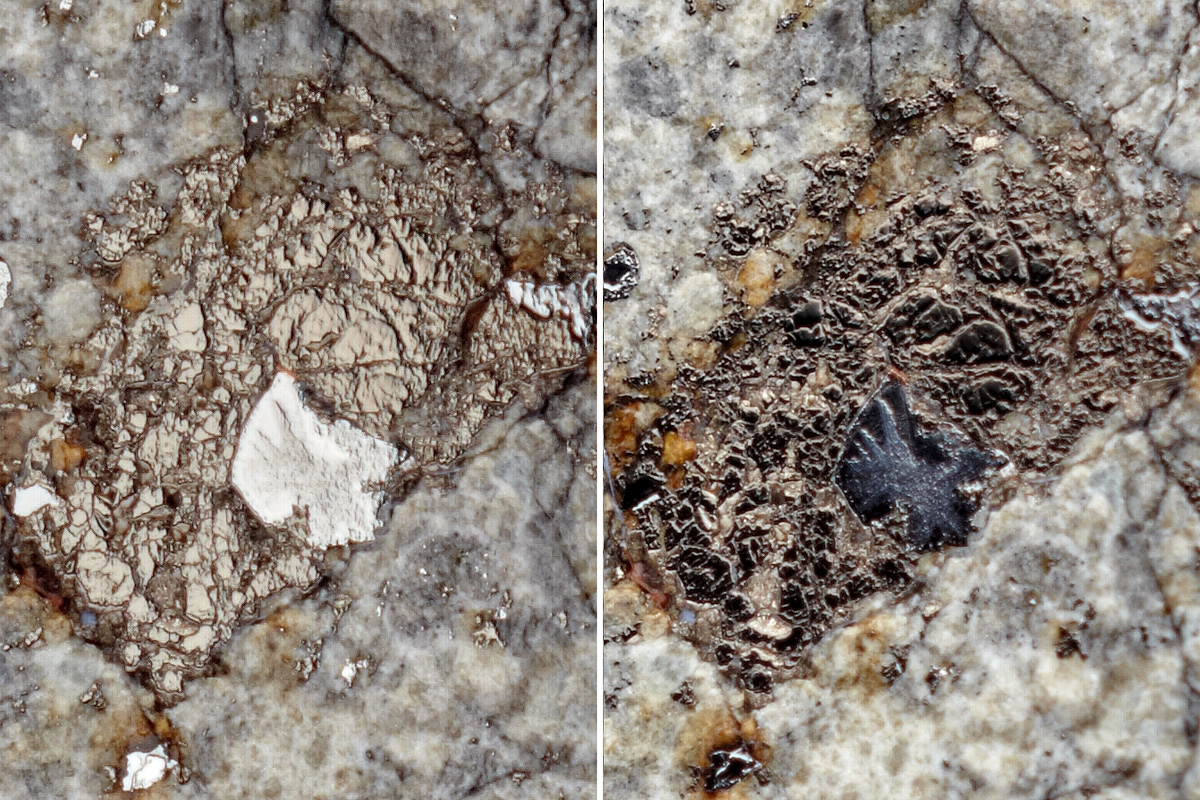
Macrofotografia di sezione del meteorite (l'immagine di sinistra è speculare)

Il Primo Ministro della Russia, all'epoca, Dmitrij Medvedev, confermò che un meteoroide era caduto sul suolo russo, aggiungendo che questo dimostrava come l'intero pianeta fosse vulnerabile all'impatto da corpi celesti e che un sistema per la sicurezza spaziale fosse necessario per proteggere la Terra. Anche l'ex vice premier, Dmitrij Rogozin, propose la creazione di un programma internazionale che avesse il fine di allertare i paesi in caso di oggetti provenienti dallo spazio.
L'ex leader del Partito Liberal-Democratico di Russia, Vladimir Žirinovskij sostenne invece che non si fosse trattato di un meteoroide, bensì di un "test americano sulle armi da guerra". Tuttavia l'Agenzia Spaziale Russa, collaborando con alcuni scienziati della rispettiva agenzia americana, la NASA, concluse che fu proprio un meteoroide a produrre l'evento.

## Eventi simili
Un fenomeno analogo era già accaduto nella regione di Čeljabinsk nel 1949, quando una pioggia di meteoriti cadde nella zona. Gli abitanti delle zone locali portarono agli scienziati 200 kg complessivi di pietre spaziali.
Nella stessa giornata dell'evento russo, furono segnalati altri due meteoroidi precipitati: uno su Cuba, presso la località di Cienfuegos e l'altro su Los Angeles. Il meteoroide che ha impattato su Cuba sarebbe quello di dimensioni maggiori (alcuni testimoni lo hanno definito "luminoso come il sole" e "grosso quanto un autobus"), ma non ne esiste una documentazione attendibile, solo un falso video tratto in realtà da riprese del 2006. Dell'altro, caduto su Los Angeles, esiste un unico filmato, che lo identifica come un bolide di piccole dimensioni.

## Alterazioni linguistiche
Il rapido rincorrersi via Internet di notizie non verificate sull'evento, ha dato luogo a una serie di equivoci linguistici, che hanno portato ad un iniziale stravolgimento degli eventi realmente accaduti:
- nelle prime ore successive all'evento, erano circolate voci che davano il bolide individuato e colpito (a 20 km di altezza) da un missile a salve della Difesa russa, lanciato da una base nei pressi di Čeljabinsk: tale ipotesi, è stata in seguito considerata priva di ogni fondamento.[42] Nessun missile era stato lanciato contro l'oggetto, il quale era inatteso e viaggiava a 30 000 km/h: le informazioni riferivano di una "salva" di missili (missile salvo in inglese), che tradotta in altre lingue era diventata un "missile a salve". Inoltre, intercettare per mezzo di un missile, un meteorite che sta transitando ad alcune decine di km d'altezza è impossibile: la velocità di un meteorite delle dimensioni di quello in oggetto, quando entra nell'atmosfera terrestre, è dell'ordine di 10–15 km/s (a quell'altitudine corrisponde a circa 35-50 Mach), mentre quella dei più veloci missili terra-aria moderni, non supera i 2 km/s (circa 7 Mach);
- si è anche parlato di persone ferite da "cristalli meteoritici" e di una "pioggia di meteoriti": si è trattato, probabilmente, di un altro errore di traduzione, dovuto al fatto che l'onda d'urto ha causato la rottura di 200 000 m² di finestre, le cui schegge hanno ferito centinaia di persone;
- il grosso frammento che avrebbe colpito e danneggiato una fabbrica di zinco, non sarebbe mai esistito: il tetto della fabbrica in questione, probabilmente collassò a causa dell'onda d'urto (abbastanza potente da distruggere tetti e superfici vetrate distanti 40 km dal luogo dell'impatto astronomico).

## Usi successivi
Le medaglie d'oro assegnate ai Giochi olimpici di Soči 2014 nella giornata del 15 febbraio (ovvero in occasione del primo anniversario dell'evento meteorico), furono impreziosite da un piccolo frammento di meteorite.

## Riferimenti nella cultura di massa
Il filmato della meteora viene usato nella sequenza iniziale della pellicola fantascientifica Edge of Tomorrow - Senza domani per rappresentare l'arrivo dei "Mimics", degli alieni invasori.